# My Way
Cet article concerne la chanson de Paul Anka. Pour la chanson d'Usher, voir My Way.
Pour les articles homonymes, voir My Way (homonymie).
La chanson My Way est l'adaptation en anglais de la chanson Comme d'habitude, écrite par Jacques Revaux, Claude François et Gilles Thibaut, et interprétée à l'origine, en 1967, par Claude François. Adaptée par Paul Anka, cette version a été popularisée par l'interprétation de Frank Sinatra à partir de 1969.

## De la France aux États-Unis

### Comme d'habitude
La chanson est composée par Jacques Revaux à Megève en 1967, avec un texte différent et en anglais ayant pour titre For Me. Il la destine dans un premier temps à Hervé Vilard, seul artiste ayant accepté de l’enregistrer après le refus, entre autres, de Michel Sardou. Mais Jacques Revaux, qui souhaite travailler avec Claude François, demande alors à Hervé Vilard d'accepter d’abandonner la chanson (qu'il reprendra toutefois quelques années plus tard).
Avec le parolier Gilles Thibaut, Claude François réécrit le texte initial. La mélodie inspire à Claude François une idée nouvelle : la routine du quotidien dans la vie d'un couple. Sur cette base, le parolier Gilles Thibaut crée Comme d'habitude. Jacques Revaux écrit le couplet, Claude François le prolonge et compose le refrain-pont (le passage qui monte) pendant que Gilles Thibaut signe le texte, inspiré d'un événement récent dans la vie de Claude François : sa rupture sentimentale avec France Gall.
Version française enregistrée à la SACEM sous le code ISWC T-004.634.168.7 :
- Paroles originales de Gilles Thibaut
- Musique de Jacques Revaux et Claude François
- Parution en novembre 1967

### My Way
Sollicité en 1968 pour écrire la version anglaise, David Bowie, alors au début de sa carrière, propose un texte intitulé Even a fool learns to love (« Même un idiot apprend à aimer »). De son propre aveu, les paroles n'étaient pas d'une qualité suffisante. Une démo est enregistrée mais les producteurs ne donnent pas suite à cette version. Par la suite, il utilisera la grille harmonique de la chanson pour son titre Life on Mars?
Puis, le père de Paul Anka, de passage en France, découvre également ce tube. Paul Anka arrive alors à Paris, entend la chanson lors d'une émission à la télévision française, et rapporte une copie du disque de Claude François dans ses bagages. Il en acquiert les droits pour sa maison de production américaine. Quelques mois plus tard, il rédige une adaptation sur un thème narratif différent, une sorte de regard rétrospectif sur la vie d'un homme mûr et pensif qui affirme, à propos de chacun des faits marquants de son existence : « I did it my way » (« J'ai fait ça à ma manière, comme je le voulais »). Paul Anka, qui interprète d'abord la chanson, présente ensuite son adaptation à son ami Frank Sinatra qui l'enregistre aussitôt.
En décembre 1968, les auteurs français n’en reviennent pas en lisant un télégramme de Paul Anka qui leur apprend que Sinatra, « The Voice », enregistre la chanson. Cette dernière sort en 45 tours en 1969 ainsi que sur un album homonyme. My Way se place en 27e position au hit-parade américain en mars 1969 ; l'album est en 11e position.
Version américaine finalisée
- Paroles adaptées par Paul Anka
- Arrangeur pour Sinatra : Don Costa

### Postérité commerciale
My Way est l'une des chansons les plus reprises au monde avec Yesterday des Beatles et Georgia on My Mind écrit et enregistré en 1930 par Hoagy Carmichael et Stuart Gorrell, et popularisé en 1960 par Ray Charles.
En 1977, Claude François découvre que les droits qui lui ont été versés pour les adaptations n'ont pas été calculés correctement. Son dossier lui permet d'obtenir gain de cause vers la fin de la même année[source insuffisante].
Selon le rapport 2012 de la SACEM, grâce au succès de My Way, Comme d'habitude reste la chanson française la plus exportée. Les revenus annuels se montent à un million d'euros dont 25 % revient à la maison d'édition Warner Chapel Music France et 25 % à la société Jeune Musique, qui appartient depuis 2009 à Emmanuel de Buretel, Xavier Niel, Alexandre Kartalis et Olivier Rosenfeld. Le reste se partage entre les héritiers de Claude François, Jacques Revaux, Gilles Thibaut et Paul Anka.
Aux Philippines, le phénomène des meurtres My Way est associé à cette chanson.

## Reprises mondiales

### En anglais
- La chanson est enregistrée par Elvis Presley au cours de l'année 1973 et le « King » va l'interpréter lors de son concert par satellite Aloha from Hawaï en 1973.
- Ensuite, elle sera notamment reprise par Mike Brant, Tom Jones (1970), Nina Simone (1971)[10], Engelbert Humperdink, Robbie Williams, Ray Charles, Nina Hagen, Sid Vicious, Luciano Pavarotti (1997), Shirley Bassey, Claude François lui-même (en anglais) en 1977, etc.
- Elle est également reprise sous une forme parodique par le groupe anglais Sex Pistols en 1979 dans l'album The Great Rock 'n' Roll Swindle.
- My Way est samplée pour le morceau I Did It My Way du rappeur Jay-Z sur son album The Blueprint²: The Gift & The Curse.
- Le groupe Bon Jovi a aussi fait une référence dans la chanson It's My Life avec la phrase "Like Frankie said I did it my way".

- The Sparks interprètent When Do I Get to Sing My Way en 1994.

- Reprise par le groupe français de black metal Mütiilation, qui fait partie du collectif Les Légions Noires
- Reprise par le groupe japonais Polysics.
- Reprise par la chanteuse japonaise Mika Nakashima dans l'album The End.
- Reprise par le chanteur japonais Ryuichi Kawamura dans son album de reprises THE VOICE sorti en 2011.
- Reprise par Andy Black en août 2018.
- Reprise par le chanteur andorran Guillem Tudó en décembre 2020.
- Reprise par la chanteuse française Yseult lors de la cérémonie de clôture des Jeux Olympiques de Paris le 11 août 2024.

### Autres langues
- En italien : La mia via (1971) de Fred Bongusto. A modo mio (1972) paroles de Patty Pravo. Come sempre de Claude François  lui-même en 1969
- En espagnol : A Mi Manera, paroles de Roberto Livi. La chanson est notamment interprétée par Raphael (1972), les Gipsy Kings et Julio Iglesias (1996), Il Divo (2004), en version salsa par Richie Ray & Bobby Cruz et par Rey Ruiz, en version Bolero Ranchero Vicente Fernandez et après son fils Alejandro Fernandez, Chico and the Gypsies en duo avec Patrick Fiori (2012).
- En grec : Nikos Aliagas en 2007.
- En arabe (libanais) : Fairouz sous le titre « Hkayat Kteer » en 2017.
- En arabe algérien, sous le titre Daiman dans le disque 1,2,3 soleil par Khaled, Rachid Taha et Faudel

- En japonais : マイ・ウェイ (My Way), notamment interprétée par Akira Fuse, ou encore Hibari Misora, ou Kishidan, le groupe de rock humoristique, en 2011. Egalement repris par Ken Hirai sur l'album de reprises Ken's Bar III en mai 2014, dans une version adaptée en japonais par Kazuko Katagiri.
- En allemand : So leb dein Leben interprétée par Mary Roos en 1972.
- En néerlandais : «Alleen gaan » par Will Tura
- En russe : «Мой Путь» par Иосиф Кобзон
- En catalan : Com he fet sempre interprétée en 1990 par Xavier Piqué, mais aussi par le ténor Josep Carreras en 2006, ou encore par Quico Pi de la Serra en 2009, ou par François K. en 2010.
- En tchèque : Má pouť interprétée par Karel Hála en 2006
- En turc par Athena « Kendi yolumdan » en 2012

## Citations
La mélodie et les paroles de My Way sont citées par le compositeur belge Philippe Boesmans dans son opéra Au monde composée en 2014.